# خبرگزاری اردن
خبرگزاری اردن (انگلیسی: Jordan News Agency) (مخفف انگلیسی: PETRA)، خبرگزاری رسمی کشور اردن است.
خبرگزاری اردن (پترا) به فرمان پادشاهی این کشور در ۱۶ ژوئیه ۱۹۶۹ تأسیس شده‌است و تنها خبرگزاری رسمی اردن است.
خبرگزاری اردن به‌طور متوسط روزانه ۱۰۰ خبر عربی و ۳۵ خبر انگلیسی و ۲۵ تصویر منتشر می‌کند.
این خبرگزاری عضو اتحادیه خبرگزاری‌های کشورهای عرب FANA است.